# Dubautia latifolia
Dubautia latifolia là một loài thực vật có hoa trong họ Cúc. Loài này được (A.Gray) D.D.Keck mô tả khoa học đầu tiên năm 1936.